# ESCP Business School
ESCP Business School (francouzsky École Supérieure de Commerce de Paris) je evropská obchodní škola s kampusy (pobočkami) v Paříži, Londýně, Berlíně, Madridu, Turíně a Varšavě. Škola, založena v roce 1819, je nejstarší obchodní školou na světě, a proto se prezentuje jako: „První obchodní škola na světě (zal. 1819)“.

## Popis
ESCP je akreditovaná u třech mezinárodních organizací: EQUIS, AMBA, a AACSB. Škola má přibližně 40000 absolventů ze 150 zemí a více než 200 národností. Mezi významné absolventy patří Patrick Thomas (ředitel společnosti Hermès), bývalý francouzský premiér Jean-Pierre Raffarin, Ignacio Garcia Alves, prezident společnosti Arthur D. Little, evropský komisař pro vnitřní trh a služby Michel Barnier nebo Han van der Loo (1981), předseda EU Liason, Shell.

## Historie
ESCP byla založena v roce 1819 skupinou ekonomů a obchodníků včetně ekonoma Jean-Baptisty Saye a obchodníka Vitala Rouxe. Mezinárodní význam školy byl patrný od jejích raných počátků. Již ročník z roku 1824 čítal 30% zahraničních studentů 15 národností, mezi nimiž bylo 7 Španělů, 5 Brazilců, 5 Nizozemců, 4 Němci a 2 Američané. O sto padesát let později v reakci na evropský význam a poslání otevřela škola v roce 1973 kampusy v Německu (nejprve v Düsseldorfu, nyní v Berlíně) a ve Velké Británii (nejprve v Oxfordu, nyní v Londýně), a následně v roce 1988 ve Španělsku a v roce 2004 v Itálii.

## Programy
ESCP nabízí magisterský program v oboru managementu (Master in Management), několik specializovaných magisterských programů v oborech jako marketing, finance, média či personalistika (HR). Dále škola nabízí programy „Executive MBA” a „MEB“, jenž je podobný klasickým prezenčním MBA programům. ESCP Europe také nabízí doktorské studium, které vede k získání titulu Ph.D.

## Mezinárodní srovnání
V roce 2010 se program “Master in Management” umístil na 1. místě v mezinárodním žebříčku deníku Financial Times. „Executive MBA“ program je hodnocen jako 15. na světě a v žebříčku QS Global 200 Business Schools Report z roku 2009 se škola umístila patnáctá v Evropě.
Podle žebříčku Financial Times z roku 2021, jednoho z nejoblíbenějších a nejuznávanějších žebříčků, z 95 nejlepších obchodních škol v Evropě jich 7 sídlí ve Španělsku nebo tam má pobočky.
V žebříčku evropských obchodních škol 2021 se ESCP Business School umístila na čtvrtém místě ve Španělsku a na čtrnáctém v celé Evropě.

## Významní absolventi

### Obchod
- Christophe de Margerie (ex-CEO TotalEnergies)
- Sébastien de Montessus (CEO Endeavour Mining od roku 2016 do roku 2024)[10]
- Arnaud de Puyfontaine (CEO společnosti Vivendi)
- Victor Herrero (CEO společnosti Guess)[11]
- Pierre-Yves Roussel (CEO společnosti Tory Burch LLC)
- Olaf Swantee (CEO společnosti EE Limited)
- Federico J. González Tejera (CEO Radisson Hotel Group)
- Tristan Nitot (předseda Mozilla Europe)
- Alexandre Ricard (CEO rodinné firmy Pernod Ricard)
- François Pauly (CEO Edmond de Rothschild Group)
- Patrick Cohen (CEO AXA France)[12]
- Véronique Morali (předsedkyně Fimalacu)
- Edouard de Royere (CEO společnosti Air Liquide)[13]
- Patricia Barbizet (generální ředitelka Christie's, místopředsedkyně představenstva Keringu)
- Renaud de Lesquen (CEO společnosti Givenchy)[14]
- André Lacroix (CEO společnosti Intertek Group plc)
- Patrick Thomas (CEO společnosti Hermès)
- Arnaud Nourry (CEO skupiny Hachette)
- Antoine Riboud (zakladatel Danone)
- Thierry de La Tour d'Artaise (CEO SEB)
- Laurent-Éric Le Lay (CEO Eurosportu)
- Philippe Heim (CEO La Banque postale, bývalý zástupce generálního ředitele Société Générale)
- Patrice Louvet (CEO Ralpha Laurena)
- Christian Latouche (zakladatel Fiducial SA)
- Cyrille Vigneron (CEO společnosti Cartier)[15]
- Bertrand Dumazy (CEO společnosti Edenred)

### Politici
- Jean-Pierre Raffarin (předseda vlády Francie od roku 2002 do roku 2005)
- Michel Barnier (současný předseda vlády Francie)
- Frédéric Salat-Baroux (generální tajemník francouzského předsednictví v letech 2005 až 2007)
- François Zocchetto (senátor za Mayenne)
- Roxana Maracineanu (ministryně pro mládež a sport)
- Claude Nougein (senátor z Corrèze)
- Stéphane Valeri (předseda monacké Národní rady od roku 2018 do roku 2022)

### Výzkum a vzdělávání
- Olivier Blanchard (hlavní ekonom Mezinárodního měnového fondu od roku 2008 do roku 2015, Robert M. Solow emeritní profesor ekonomie na MIT)
- Agnès Bénassy-Quéré (zástupkyně guvernéra Banque de France a hlavní ekonomka Direction générale du Trésor)
- Ahmad Bennani (guvernér centrální banky Marockého království)
- Christine Musselin (vědecká ředitelka Sciences Po)
- Asma Mhalla (francouzsko-tuniská politoložka a autorka)
- Michel Wieviorka (francouzský sociolog EHESS)
- Andreas Kaplan (předseda Kühne Logistics University)

### Média a kultura
- Leïla Slimani (spisovatelka, laureátka Goncourtovy ceny v roce 2016)
- Christophe Barbier (francouzský novinář)
- Irma (zpěvačka)
- Hervé Hubert (francouzský televizní producent)
- Aude Lancelin (francouzská novinářka)
- Jean-Marc Lofficier (spisovatel, vydavatel)
- Gilles Martin-Chauffier (spisovatel, laureát Prix Interallié v roce 1998)
- Hélène Gateau (novinářka, televizní moderátorka)

### Sport
- Stéphane Diagana (zlatý medailista v atletice)
- Érik Boisse (zlatý medailista v šermu)
- Valérie Barlois (zlatá medailistka v šermu)
- Anne-Lise Touya (zlatá medailistka v šermu)

### Asociace
- Roger Cukierman (bankéř, obchodník a předseda Conseil représentatif des institutional juives de France)
- Nathalie Boy de la Tour (předsedkyně Ligue de football professionalnel)